# Sattel (Wilhelmsthal)
Sattel ist eine Wüstung auf dem Gemeindegebiet von Wilhelmsthal im Landkreis Kronach (Oberfranken, Bayern).

## Geographie
Die Einöde lag auf einer Höhe von 516 m ü. NHN. Gegen Osten steigt das Gelände zur Sattelebene (588 m ü. NHN) an, gegen Westen fällt es ins Grümpeltal ab und gegen Süden ins Tal des Eibenbachs.

## Geschichte
Gegen Ende des 18. Jahrhunderts gab es in Sattel 2 Anwesen. Das Hochgericht übte das bambergische Centamt Kronach aus. Die Grundherrschaft über die 2 Söldengüter hatte das Rittergut Weißenbrunn-Steinberg inne.
Mit dem Gemeindeedikt wurde Sattel dem 1808 gebildeten Steuerdistrikt Steinberg und der 1818 gebildeten Ruralgemeinde Eibenberg zugewiesen. 1876 waren die Anwesen abgebrochen.

### Einwohnerentwicklung
| Jahr      | 001818 | 001861 | 001871 |
| Einwohner | 9      | 18     | 8      |
| Häuser    | 2      |        |        |
| Quelle    | [ 3 ]  | [ 6 ]  | [ 4 ]  |

## Religion
Der Ort war rein katholisch und nach St. Pankratius in Steinberg gepfarrt.

## Weblink
- Sattel in der Ortsdatenbank des bavarikon, abgerufen am 20. August 2021.